# Pau de Càl·lies
La Pau de Càl·lies o Pau de Càl·lias (Ειρήνη του Καλλίου en grec) és un tractat firmat al voltant de l'any 449 aC entre la Lliga de Delos (liderada per Atenes) i l'Imperi Persa que va posar fi a les guerres mèdiques. La pau va ser negociada Càl·lies II, un polític atenenc. Els perses havien perdut territoris de forma continuada després del fracàs de la invasió de Xerxes I de Pèrsia l'any 479 aC (batalles de Salamina i Platea) i vers l'any 450 aC desitjaven obtenir un tractat de pau. El tractat donà autonomia als estats jònics a l'Àsia Menor va prohibir l'establiment de satrapies i de vaixells perses a l'Egeu. Per la seva banda els grecs acordaven no interferir en les possessions perses a l'Àsia Menor, Xipre, Líbia o Egipte, (Atenes en aquell moment va perdre una flota que ajudava a la revolta egípcia contra Pèrsia).

## Dubtes sobre l'existència
El nostre coneixement de la pau de Càl·lies prové de referències dels oradors Isòcrates i Demòstenes del segle iv aC, així com de l'historiador Diodor. L'historiador Teompomp considerava que era una invenció, amb l'argumenta que la inscripció del tractat era falsa; les lletres utilitzades no havien entrat en pràctica fins mig segle després que es pretenia que es va acordar el tractat. És possible que el tractat no existís mai oficialment i, si es va concloure, es discuteix la seva importància. Tucídides no ho va esmentar, però Heròdot diu una cosa que es pot interpretar raonablement com a suport a la seva existència, com Plutarc, que pensava que havia estat signat després de la batalla d'Eurymedon el 466 aC, o que mai no ho havia estat signat en absolut. En qualsevol cas, sembla que es va arribar a un cert acord que va acabar amb les hostilitats amb Pèrsia després de 450/449, cosa que va permetre a Atenes fer front a les noves amenaces dels altres estats grecs com Corint i Tebes, així com a Eubea que es va rebel·lar contra la Lliga de Delos poc després. Aquests conflictes poden haver sorgit quan els "aliats" atenesos van considerar que ja no hi havia una justificació per a la Lliga de Delos (que s'havia desenvolupat a partir de la Lliga Hel·lènica dirigida per Esparta que va derrotar la invasió de Xerxes), ja que aparentment Pèrsia ja no era una amenaça. A mesura que Atenes exigia cada vegada més tributs i exercia més control polític i econòmic sobre els seus aliats, la Lliga es convertia en un veritable imperi i molts dels aliats d’Atenes començaven a rebel·lar-se. Tot i que Càl·lies també va ser responsable d'una pau (la pau dels trenta anys) amb Esparta el 446-445 aC, la creixent amenaça atenesa acabaria provocant la Guerra del Peloponès.

## Conseqüències
En qualsevol cas, sembla clar que hi va haver algun tipus d'acord pel qual es van aturar les hostilitats amb Pèrsia, i que va permetre que Atenes se centrés en les noves amenaces provinents d'altres estats grecs com Corint i Tebes. Aquests conflictes van sorgir quan els altres grecs van començar a sentir que no hi havia cap justificació per mantenir la Lliga de Delos (creada pels espartans per fer front a la invasió de Xerxes II), ja que Pèrsia no constituïa una amenaça.
Atès que Atenes demandava més i més tributs, i exercia un major control sobre els seus aliats, la Lliga es va convertir en un veritable imperi, i molts dels seus antics aliats van començar a rebel·lar. El mateix Càl·lies va ser també responsable de la pau amb Esparta l'any 445 aC (Pau dels Trenta Anys), que no va poder evitar però la Guerra del Peloponès (431-404 aC).
No hi va haver cap batalla directa entre grecs i perses posterior al 450, però Pèrsia va continuar immiscuïnt-se en qüestions gregues durant els següents vint anys, i la seva ajuda va ser decisiva per assegurar a Esparta la victòria en la Guerra del Peloponès.